# 凌錦章
凌錦章，安徽省廬州府廬江縣人，清朝政治人物、同進士出身。
光緒二年，會試第三三一名；殿試登進士三甲第152名。光緒十三年，任江西武寧縣知縣。